# Commanderij Neuve-Court

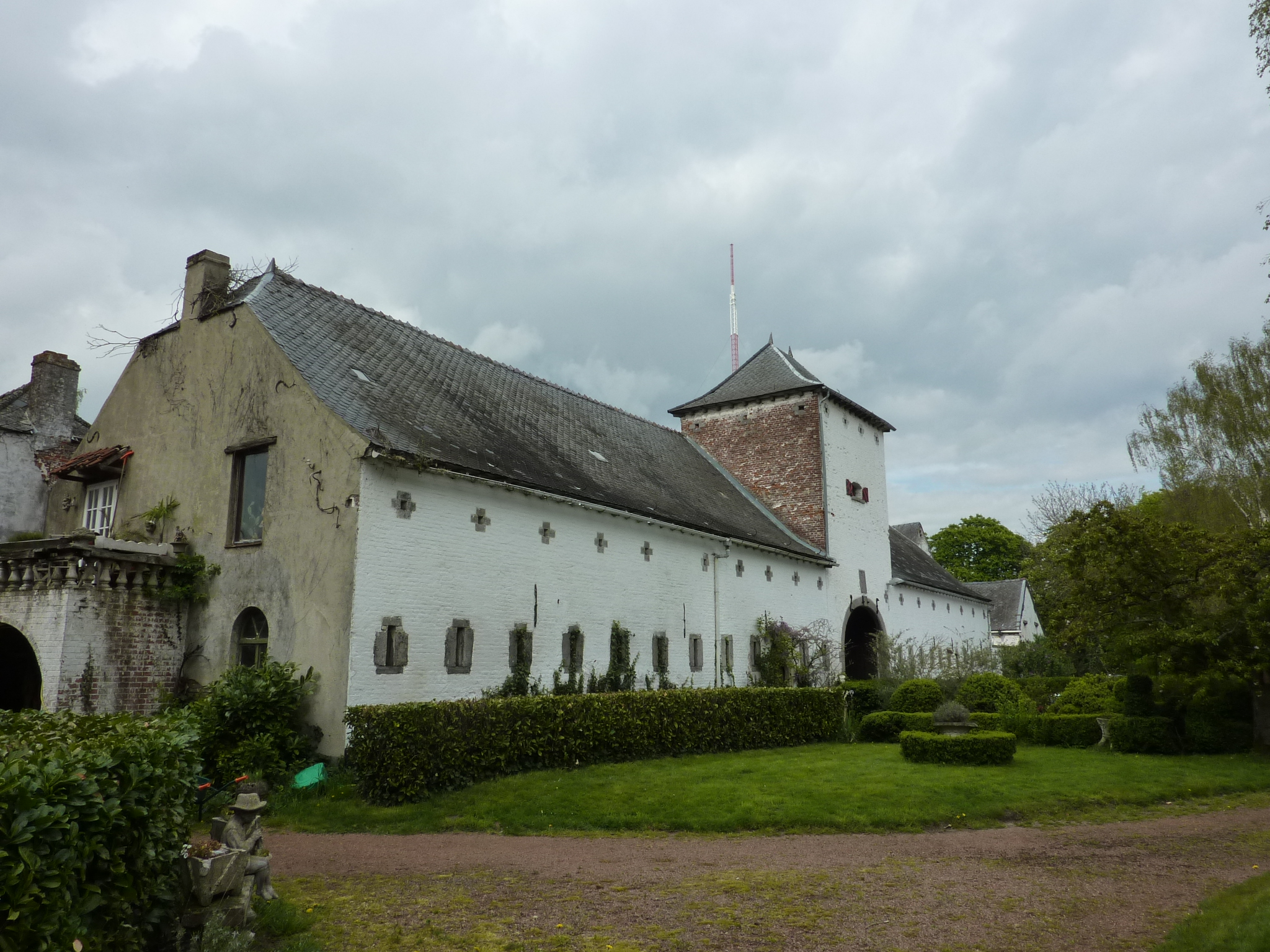
Commanderij zoals herbouwd door de Hospitaalridders

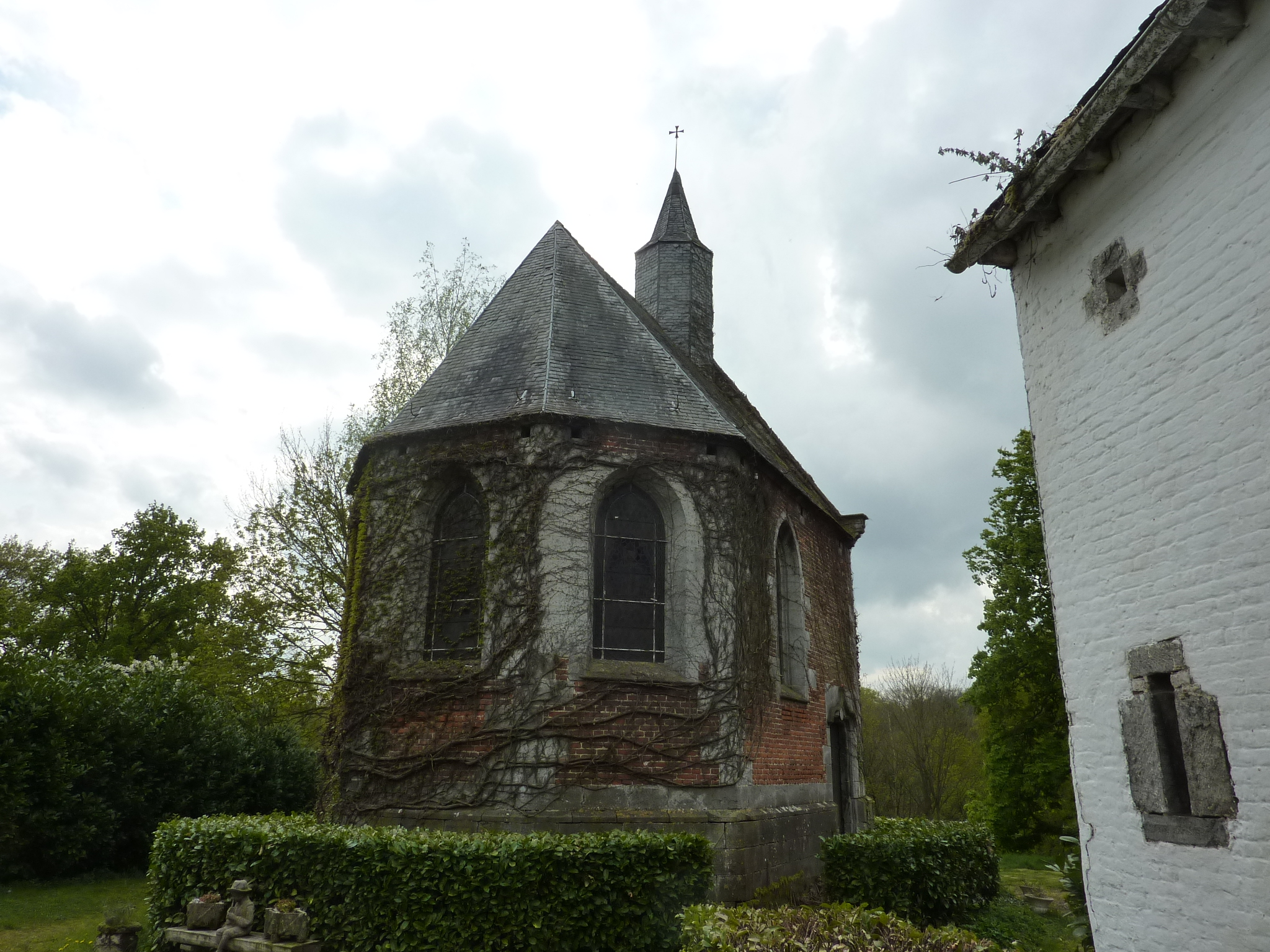
Kapel op de binnenplaats van de hoeve

De commanderij Neuve-Court (1183 - circa 1796) was een vesting van de Tempeliers (1183-1312) en nadien van de Hospitaalridders (1312-1796) in de stad Waver, in de Belgische provincie Waals-Brabant.

## Historiek
In 1183 schonk Godfried I, hertog van Brabant, een groot stuk land aan de Orde der Tempeliers. Formeel deed hij de schenking aan de grootmeester der Tempeliers in Apulië. Godfried I wou hiermee de Orde bedanken voor de hulp die hij van hen gekregen had op zijn pelgrimstocht naar Jeruzalem. De akte van schenking bestaat niet meer. Godfrieds schenking is evenwel vermeld in de bul van paus Lucius III, getiteld Justis petentium desideriis (22 juni 1184). De bul bevestigt de schenking van Godfried I in 1183. Godfried I volgde de politiek van de graven van Vlaanderen die voor hem al, uitgebreide schenkingen hadden gedaan aan de Tempeliers.
Het geschonken domein omvatte zo’n honderdtal hectare. Het domein liep van het klooster van Onze-Lieve-Vrouw van Waver tot aan de rivier de Laan. Het bestond naast akkerland en weiland, ook uit bossen en moerassen. De Orde der Tempeliers bouwde een kasteelhoeve, juist buiten de stadswallen van Waver. De commanderij Neuve-Court, of het nieuwe hof, was bestuurlijk afhankelijk van de Commanderij Vaillampont, in Thines naast Nijvel.
In 1313 ging Neuve-Court over in handen van de Hospitaalridders van Sint-Jan, ook bekend als de Orde van Malta. De Orde der Tempeliers was immers afgeschaft. De Hospitaalridders bouwden de kasteelhoeve uit. In de 16e eeuw kwam er een kapel op het binnenplein van de boerderij, en dit in laatgotische stijl. In de 17e eeuw werd de kasteelhoeve voor de laatste maal herbouwd tot het bouwwerk zoals vandaag nog zichtbaar is.
Door het Frans bestuur in België werden de voormalige commanderijen van de Hospitaalridders publiek verkocht (circa 1796). Privé-personen werden eigenaar van delen van de uitgestrekte terreinen. 
In de 20e eeuw verviel de voormalige commanderij in een ruïne. In 1930 werd de kapel grondig genoveerd. In 1958 volgden de kasteelgebouwen. Sindsdien is het complex, in wisselende periodes, in gebruik genomen als feestzaal, restaurant en/of hotel. Een bos in de nabijheid draagt de naam Bois des Templiers of Bos van de Tempeliers als herinnering aan de eerste bewoners van Neuve-Court.